# Tití bicolor
El tití bicolor (Saguinus bicolor) és una espècie de mico de la família dels cal·litríquids que viu al Brasil. L'espècie es concentra a la riba nord del riu Amazones, a l'est del Rio Negro i prop de Manaus.
És un animal petit, d'entre 208 i 283 mil·límetres de llargada, amb una cua d'entre 335 i 420 mil·límetres i un pes mitjà de 430 grams, tant en mascles com en femelles. Es caracteritzen per tenir la cara i les orelles negres i sense pèl, fet que contrasta amb la riquesa cromàtica del seu pelatge (marró, negre o gris), que li cobreix la resta del cos. Acostumen a moure's de branca en branca a quatre potes, i acostuma també a viure en grups amb múltiples mascles i femelles, d'entre dos i vuit individus, incloent una femella dominant.